# Хеберкорн, Чарльз
Чарльз Хеберкорн (англ. Charles Haberkorn; 16 ноября 1880, Германия — ноябрь 1966, Сент-Луис) — американский борец, перетягиватель каната, бронзовый призёр летних Олимпийских игр 1904.
На Играх 1904 в Сент-Луисе Хеберкорн сначала участвовал а перетягивании каната. Он входил в состав третьей команды США, которая заняла третье место и выиграла бронзовые медали.
В борьбе Хеберкорн соревновался только в категории до 65,8 кг. Он дошёл до четвертьфинала, где проиграл Альберту Зёрклю.